# Brukvovité

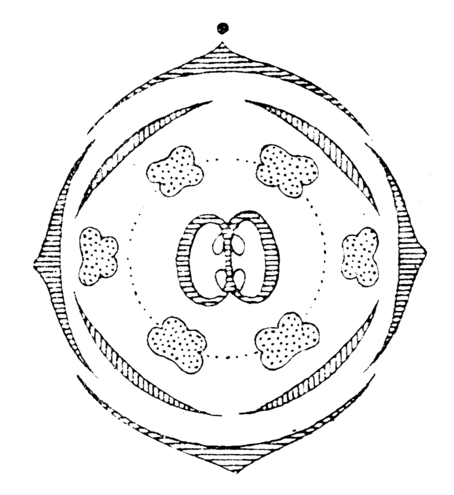
Květní diagram brukve

Brukvovité (Brassicaceae), alternativně též křížaté (Cruciferae), je velká čeleď vyšších dvouděložných rostlin z řádu brukvotvarých (Brassicales). Většina zástupců této čeledi jsou byliny s jednoduchými členěnými listy a bílými, žlutými nebo purpurovými čtyřčetnými květy. Mají poměrně uniformní stavbu květů a charakteristické plody, nazývané šešule. Vyskytují se po celém světě, nejvíc druhů je v mírném pásu. Celosvětově zahrnují více než 4000 druhů a jsou bohatě zastoupeny i v květeně České republiky. Mezi typické a v přírodě ČR běžné zástupce náleží např. kokoška pastuší tobolka, česnáček lékařský, penízek rolní, hořčice polní a osívka jarní.
Do čeledi brukvovitých náležejí významné zemědělské plodiny, jako jsou zelí, kapusta, květák, ředkev, růžičková kapusta, hořčice, brokolice, pekingské zelí, křen, řepka aj. Některé druhy jsou pěstovány jako okrasné jednoleté, dvouleté či vytrvalé zahradní rostliny i skalničky, mají význam také v přírodní medicíně. Mezi zásadní látky, které obsahují, patří zejména glukosinoláty, které také způsobují štiplavou chuť většiny rostlin.

## Popis
Brukvovité jsou jednoleté, dvouleté nebo vytrvalé byliny, řidčeji polokeře nebo i keře. Výjimečně lze mezi brukvovitými nalézt i liány, např. Cremolobus v Jižní Americe, Heliophila v Africe a některé australské řeřišnice (Lepidium). Listy jsou povětšině jednoduché, s celistvou až silně členěnou čepelí, řidčeji trojčetné, zpeřené nebo dlanitě složené. Vodní druhy, např. z rodů řeřišnice (Cardamine) či potočnice (Nasturtium), mohou mít listy dvoutvárné. Palisty chybějí. Lodyžní listy jsou téměř vždy střídavé, u mnohých zástupců je vyvinuta přízemní růžice listů. Květy rostou jednotlivě nebo častěji jsou uspořádané v hroznech, chocholících či latách. Květy bývají většinou oboupohlavné, pravidelné (někdy na okraji květenství paprskující, např. u rodu iberka – Iberis) a čtyřčetné. Kalich je složen ze 4 volných kališních lístků a u některých druhů jsou 2 vnější lístky vakovitě vyduté. Koruna je tvořena 4 volnými lístky, řidčeji je zakrnělá nebo zcela chybí. Tyčinek je 6 ve dvou kruzích, dvě vnější tyčinky jsou kratší než vnitřní. Na květním lůžku bývají vyvinuty různě utvářené nektarové žlázky. Semeník je svrchní, přisedlý nebo zřetelně stopkatý, srostlý ze 2 plodolistů. Nejčastěji obsahuje 2 komůrky a blanitou falešnou přehrádku propojující 2 placenty. Plodem je šešule nebo šešulka, řidčeji jsou plody nepukavé nebo poltivé. Semena mohou být křídlatá nebo bezkřídlá a nemají vyvinutý endosperm.

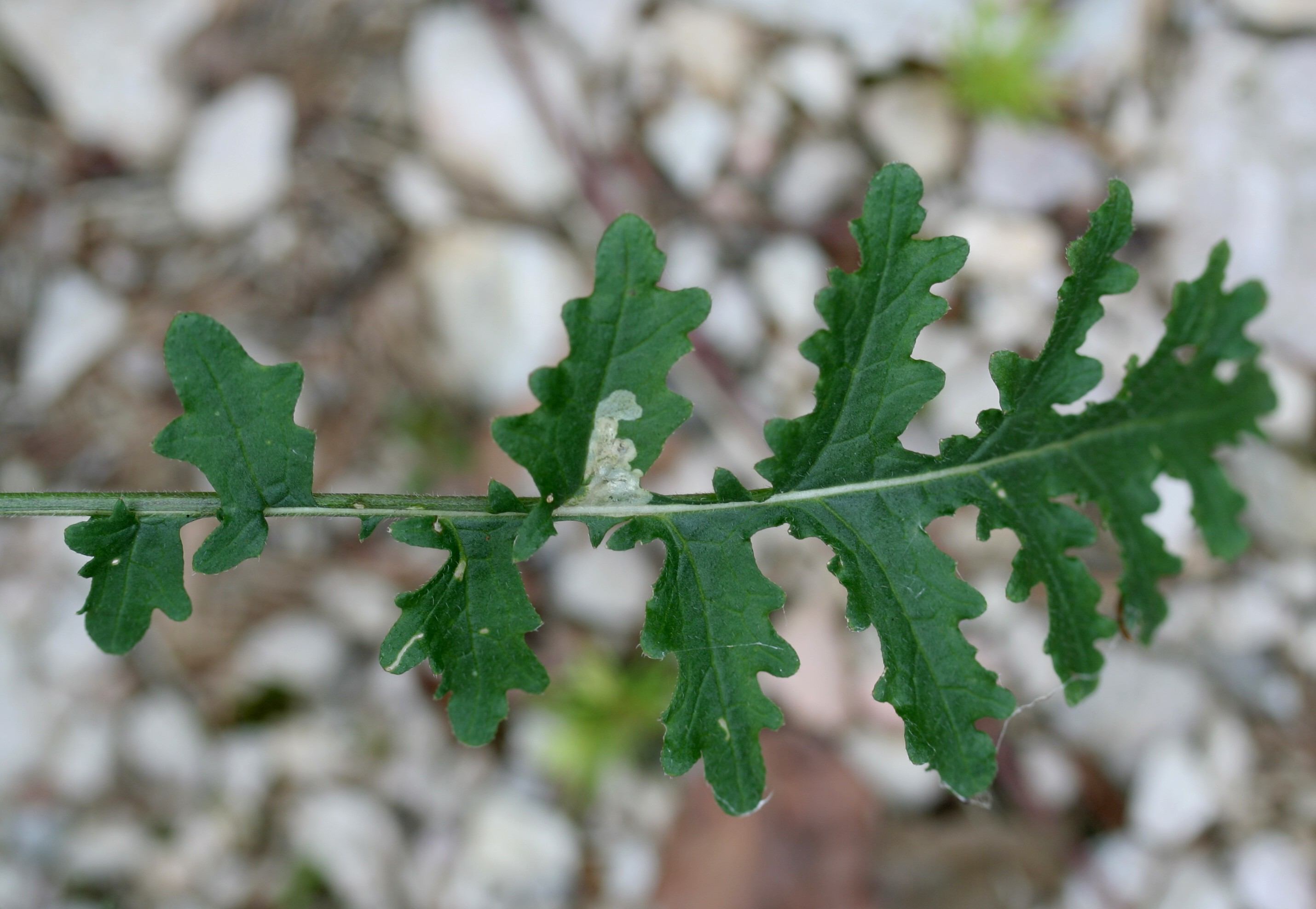
List ředkevníku potočnicolistého (Erucastrum nasturtiifolium)
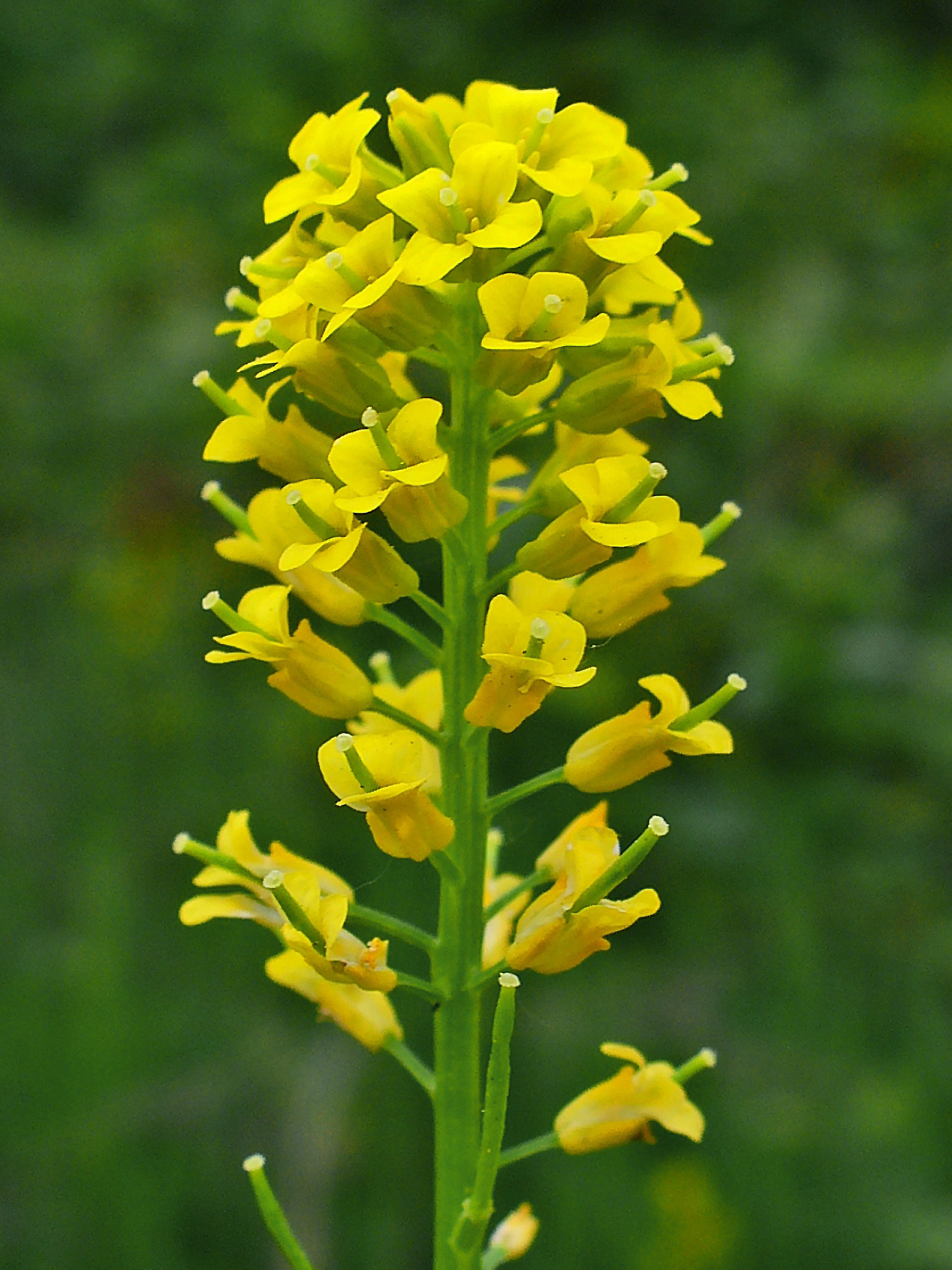
Květenství barborky obecné (Barbarea vulgaris)
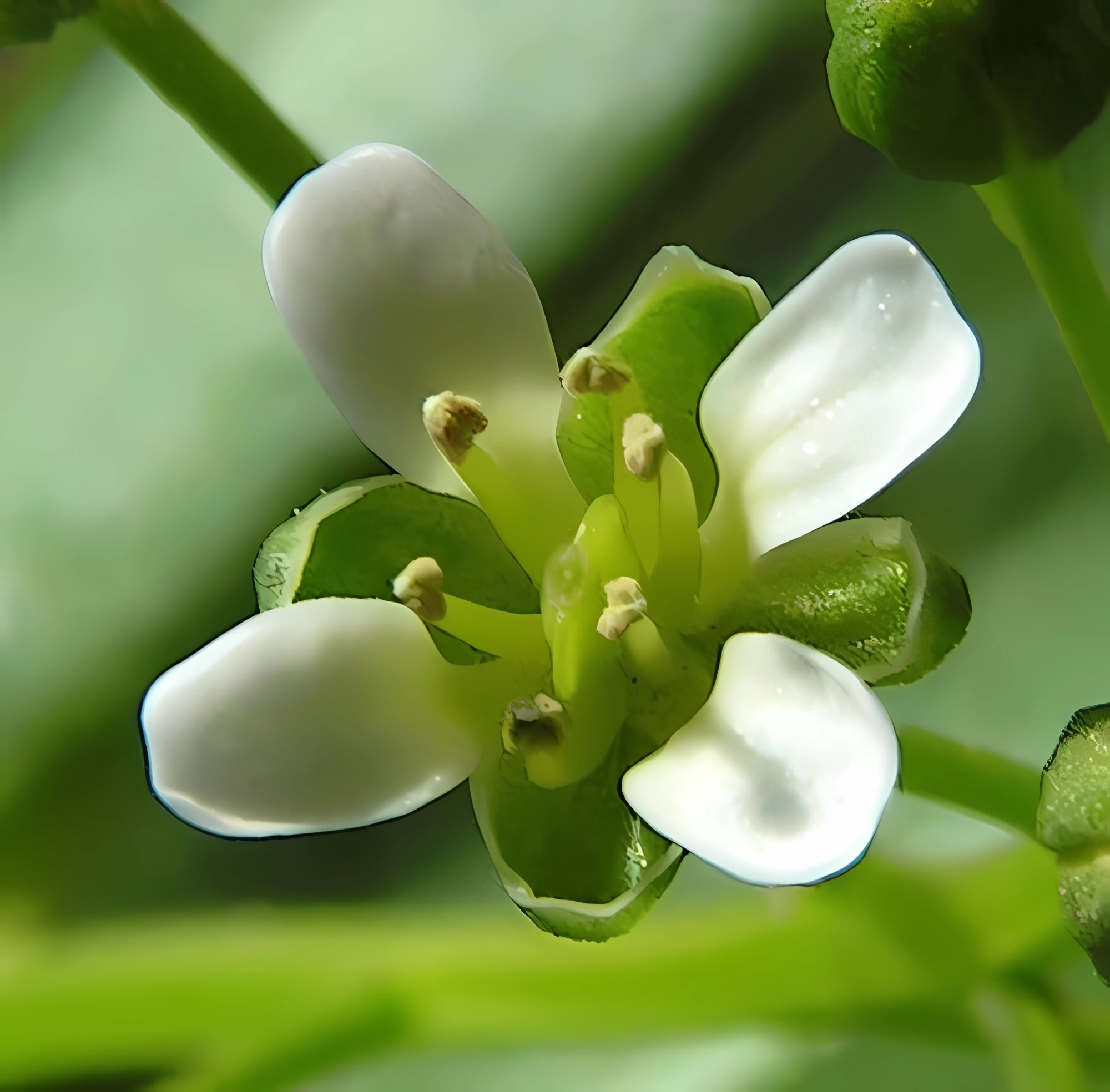
Detail květu penízku rolního (Thlaspi arvense)
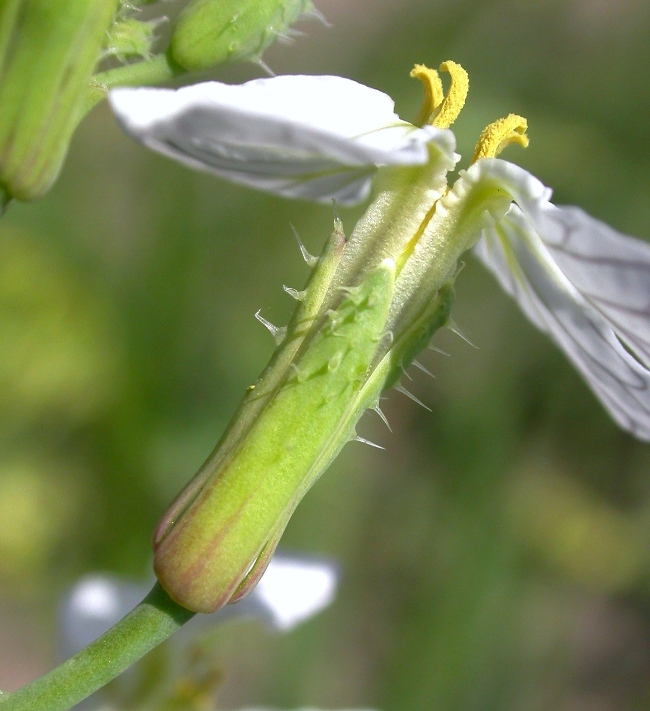
Detail květu ředkve ohnice (Raphanus raphanistrum)

### Plody brukvovitých
Plody mají zásadní význam v taxonomii brukvovitých. Jsou důležité pro správné zařazení rostliny do rodu a většinou se bez nich nelze obejít při určování podle určovacího klíče. Základním typem plodu brukvovitých je šešule (siliqua). Jedná se o určitý typ dvouchlopňové tobolky, v níž jsou semena připojena k nepravé přehrádce. Krátká šešule se označuje jako šešulka (silicula). Skladba šešule i šešulky je shodná, liší se pouze poměrem délky a šířky. Plody více než 3× delší než široké se označují jako šešule, plody kratší jako šešulky. Klasické šešule podlouhlého tvaru má např. huseník (Arabis), brukev (Brassica), hořčice (Sinapis), hulevník (Sisymbrium), česnáček (Alliaria) a jiné. Šešulky má například penízek (Thlaspi), osívka (Erophila), měsíčnice (Lunaria) či kokoška (Capsella). Na rozhraní obou typů stojí rod rukev (Rorippa), který má šešule i šešulky. Někteří zástupci brukvovitých mají nepukavé nebo poltivé plody. Dvojštítek (Biscutella) má poltivý plod charakteristického brýlovitého tvaru, rozpadající se na 2 nepukavé plůdky. Nepukavé plody má např. boryt (Isatis), řepinka (Neslia) nebo rukevník (Bunias). Ředkev ohnice (Raphanus raphanistrum) má poltivý podlouhlý zaškrcovaný plod, nazývaný struk (bilomentum).

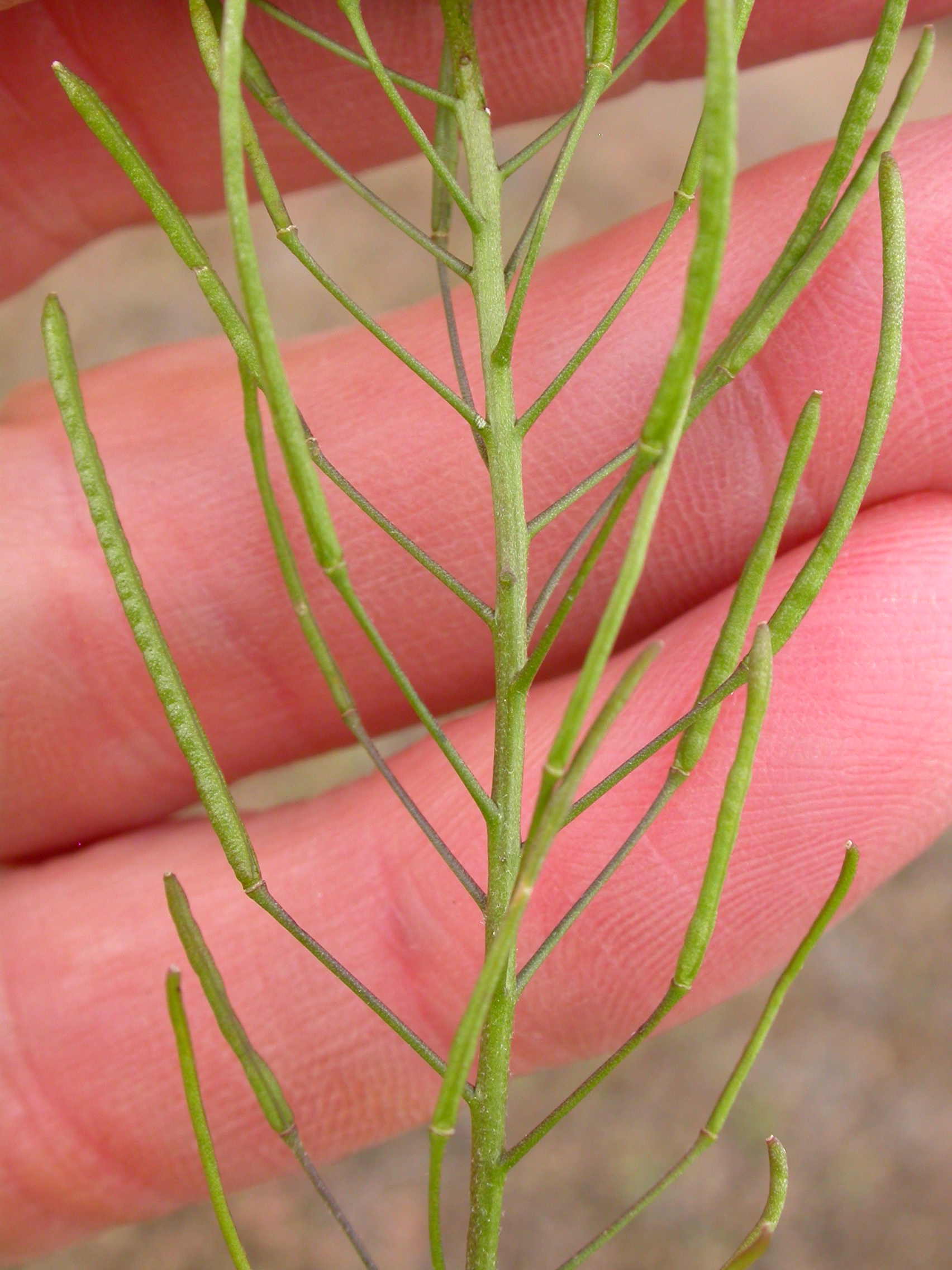
Plodenství úhorníku mnohodílného (Descurainia sophia)
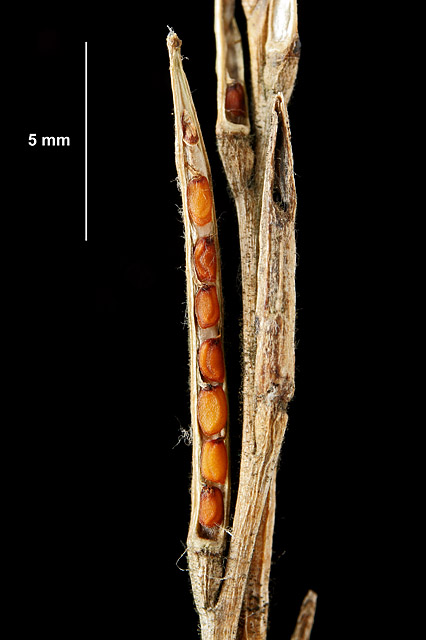
Částečně otevřená šešule hulevníku lékařského (Sisymbrium officinale)
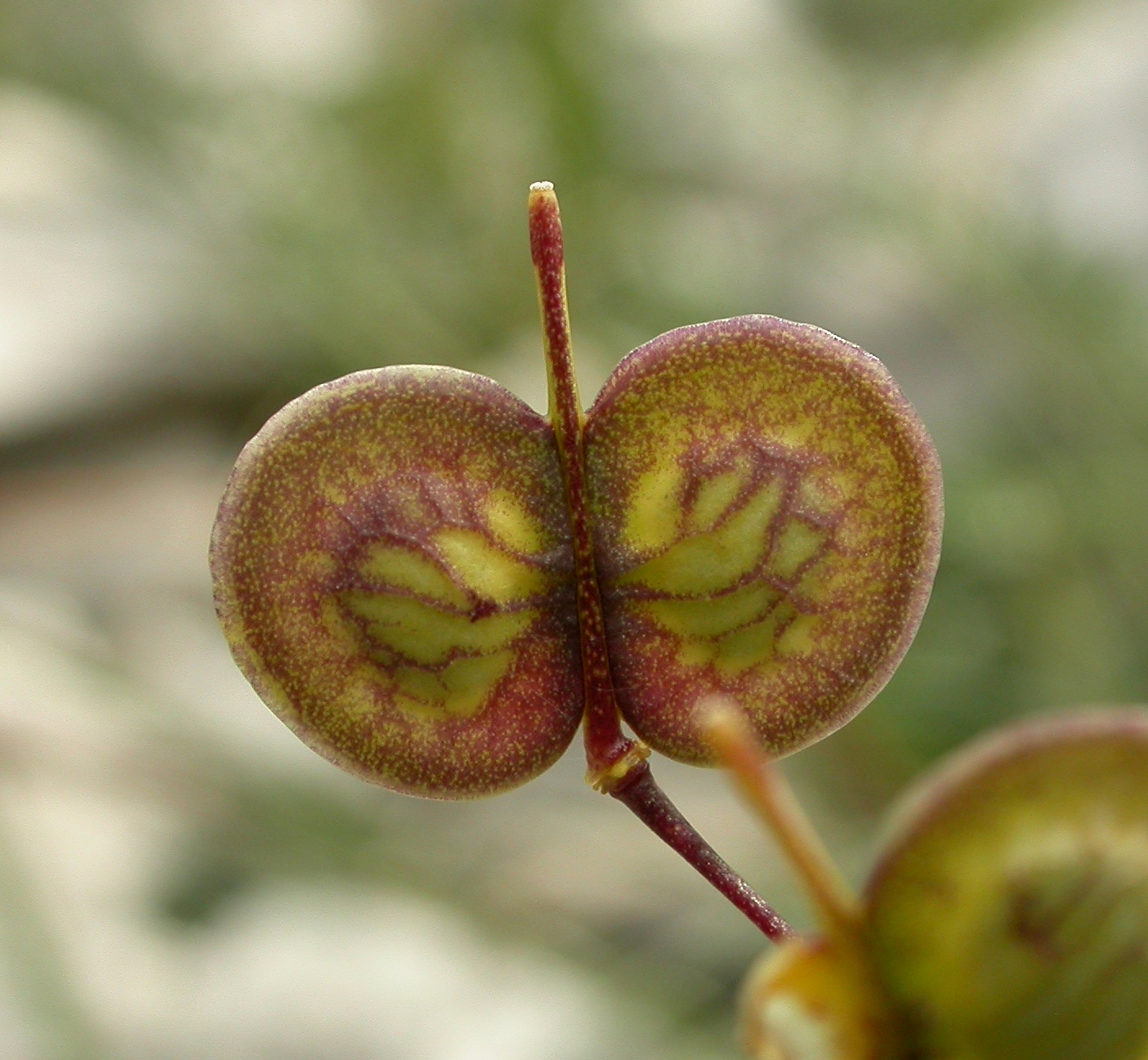
Poltivý plod dvojštítku hladkoplodého (Biscutella laevigata)
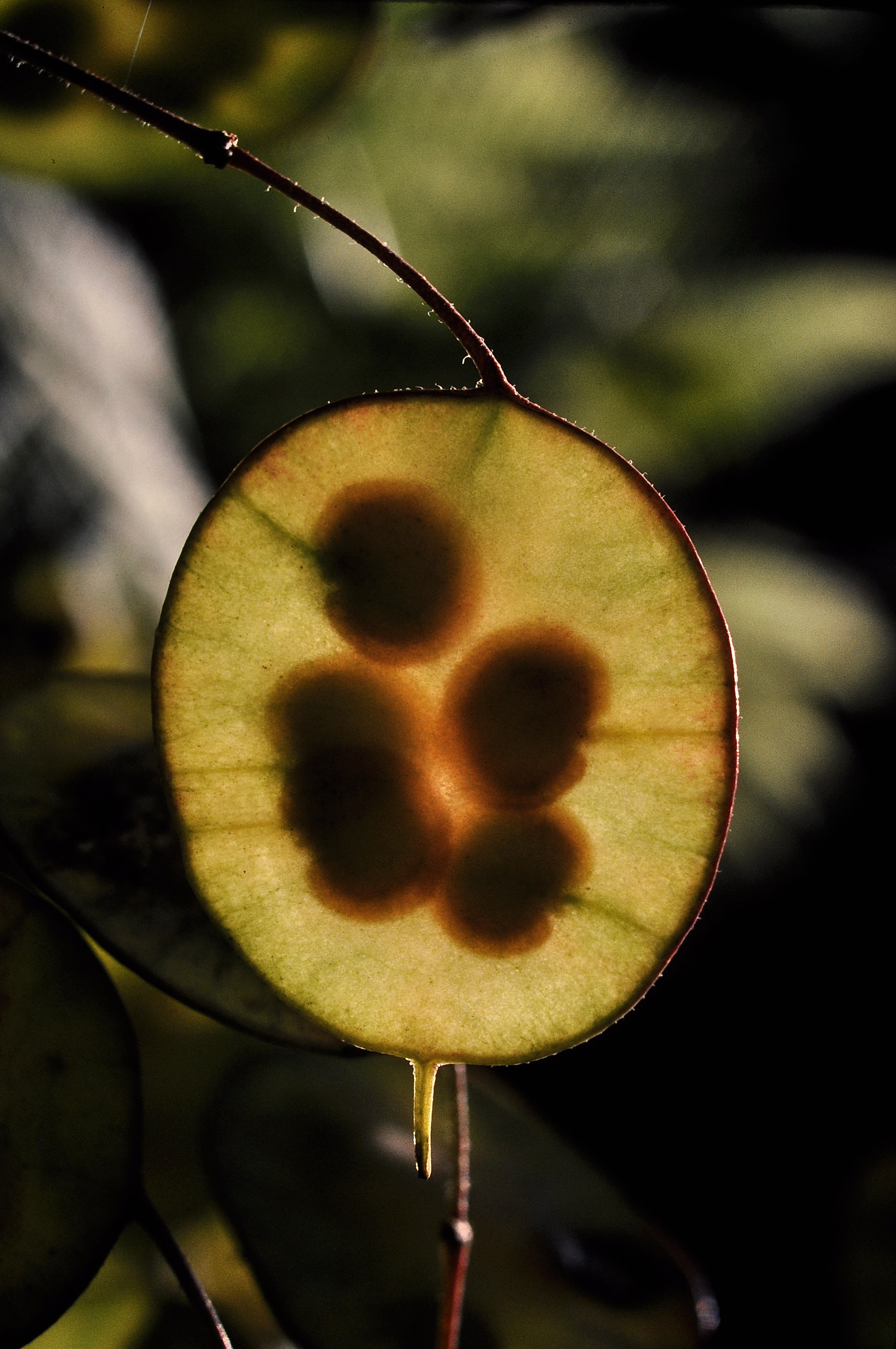
Šešulka měsíčnice roční (Lunaria annua)
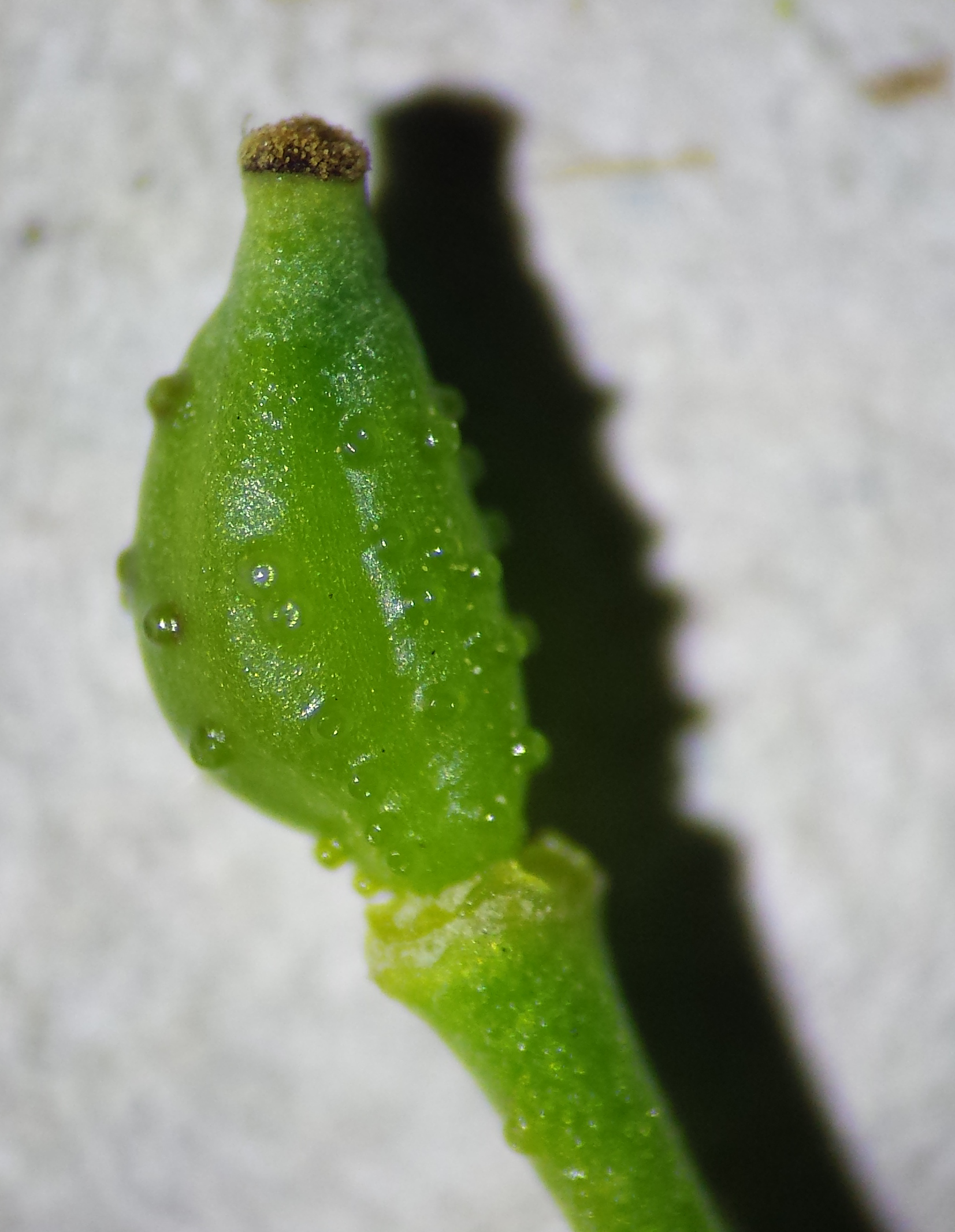
Šešulka rukevníku východního (Bunias orientalis)

## Rozšíření
Čeleď brukvovité zahrnuje více než 4000 druhů ve 372 rodech. Největší rody jsou chudina (Draba, 440 druhů), trýzel (Erysimum, 261), řeřišnice (Cardamine, 233) a tařinka (Alyssum, 207 druhů). Brukvovité jsou rozšířené po celém světě, nejvíce druhů se vyskytuje v mírných oblastech severní i jižní polokoule. Hlavní centra druhové diverzity jsou v Asii od Turecka po Himálaj, na západě Severní Ameriky a ve Středomoří. Další druhotná centra jsou podél Himálaje, v jihoamerických Andách až na jih po Patagonii a v jižní Africe. Rody řeřišnice (Cardamine), řeřicha (Lepidium) a rukev (Rorippa) jsou zastoupeny na všech kontinentech s výjimkou Antarktidy. Brukvovité rostou v nejrůznějších biotopech, nejvíce druhů se vyskytuje v aridních a poloaridních oblastech mírného pásu. Mnoho druhů roste v alpínských a subalpínských oblastech, kde nezřídka patří mezi dominující rostliny (zvláště rod chudina – Draba), podobně jako v arktických oblastech. Některé druhy rodů Draba a Lepidostemon vystupují v Himálaji až do nadmořské výšky nad 6000 metrů. V tropech jsou brukvovité zastoupeny málo a jsou vesměs vázány na vyšší polohy.

### Česká květena

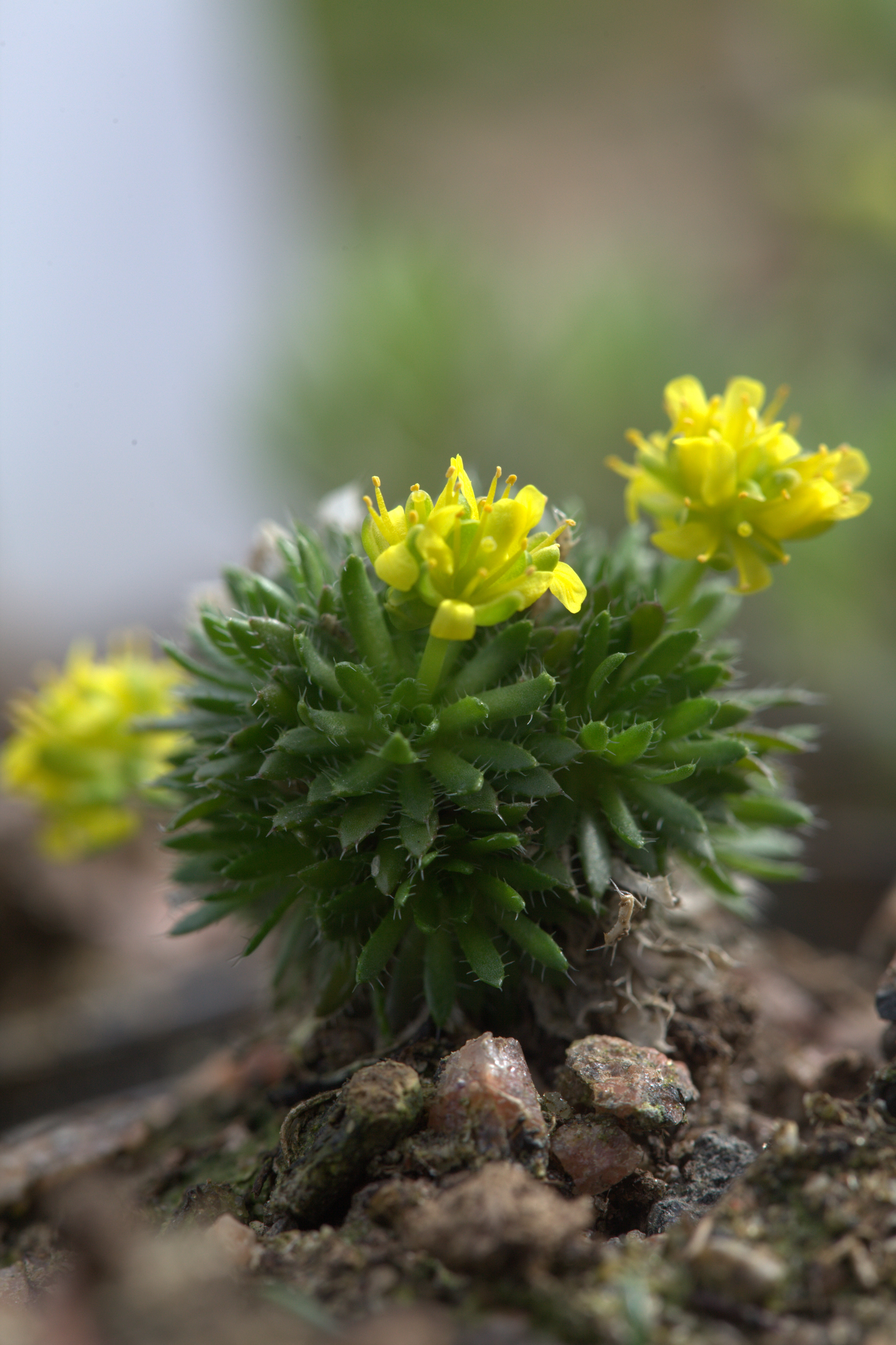
Chudina Hoppeova (Draba hoppeana)

V České republice roste, pomineme-li druhy vzácně zavlékané nebo jen velmi zřídka zplaňující, celkem 101 druhů brukvovitých ve 41 rodech. Největším počtem druhů jsou v ČR zastoupeny rody řeřišnice (Cardamine, 11 druhů), huseník (Arabis, 9 druhů), trýzel (Erysimum, 8 druhů), brukev (Brassica) a hulevník (Sisymbrium, obojí po 6 druzích). V počtu od 2 do 4 druhů se v ČR vyskytují rody barborka (Barbarea), chudina (Draba), křez (Diplotaxis), kyčelnice (Dentaria), osívka (Erophila), penízek (Thlaspi), potočnice (Nasturtium), rukev (Rorippa), ředkev (Raphanus), ředkevník (Erucastrum), řeřicha (Lepidium), řeřišničník (Cardaminopsis), tařinka (Alyssum), večernice (Hesperis) a vranožka (Coronopus). Oproti jiným čeledím je nápadný podíl rodů zastoupených jediným druhem: bělohořčice setá (Leucosinapis alba), boryt barvířský (Isatis tinctoria), česnáček lékařský (Alliaria petiolata), dvojštítek hladkoplodý (Biscutella laevigata), hořčice polní (Sinapis arvensis), hořinka východní (Conringia orientalis), huseníček rolní (Arabidopsis thaliana), katrán tatarský (Crambe tataria), kokoška pastuší tobolka (Capsella bursa-pastoris), křen selský (Armoracia rusticana), lnička drobnoplodá (Camelina microcarpa), měsíčnice vytrvalá (Lunaria rediviva), nahoprutka písečná (Teesdalia nudicaulis), rukevníček syrský (Euclidium syriacum), rukevník východní (Bunias orientalis), řepinka latnatá (Neslia paniculata), řepovník vytrvalý (Rapistrum perenne), šedivka šedá (Berteroa incana), tařice skalní (Aurinia saxatilis), úhorník mnohodílný (Descurainia sophia) a vesnovka obecná (Cardaria draba). Další druhy jsou do ČR zřídka zavlékané, zejména ze Středomoří.
Brukvovité lze nalézt v České republice na nejrůznějších biotopech od nížin do hor. Jako plevele v polích a zahradách jsou běžné např. úhorník mnohodílný (Descurainia sophia), hořčice polní (Sinapis arvensis), huseníček rolní (Arabidopsis thaliana), penízek rolní (Thlaspi arvense) a řepinka latnatá (Neslia paniculata). Na ruderálních narušených místech roste zejména hulevník lékařský (Sisymbrium officinale), hulevník Loeselův (Sisymbrium loeselii), řeřicha rumní (Lepidium ruderale), řeřicha chlumní (Lepidium campestre), kokoška pastuší tobolka (Capsella bursa-pastoris), vesnovka obecná (Cardaria draba), barborka obecná (Barbarea vulgaris) a řeřišničník písečný (Cardaminopsis arenosa). Mezi stínomilné lesní a hajní druhy náleží česnáček lékařský (Alliaria petiolata), řeřišnice nedůtklivá (Cardamine impatiens), řeřišnice křivolaká (Cardamine flexuosa), kyčelnice cibulkonosná (Dentaria bulbifera) a měsíčnice vytrvalá (Lunaria rediviva). Na lesních okrajích a výslunných stráních rostou zejména různé druhy huseníku (Arabis) a trýzele (Erysimum), na skalách tařice skalní (Aurinia saxatilis). Na vlhkých a bažinatých místech rostou zejména rukve (Rorippa spp.) a řeřišnice hořká (Cardamine amara), na loukách řeřišnice luční (Cardamine pratensis). Běžnou jarní efemérní rostlinou je osívka jarní (Erophila verna).

### Evropská květena
Na Slovensku rostou mimo rodů zastoupených i v Česku horské druhy řeřuška alpská (Hornungia alpina), krasoskalník pyrenejský (Petrocallis pyrenaica) a lžičník tatranský (Cochlearia tatrae) a teplomilné druhy řeřišník skalní (Hornungia petraea), sivutka skalní (Aethionema saxatile), vápnička skalní (Kernera saxatilis) a trýzelka šedá (Syrenia cana).
Z celé Evropy je uváděno asi 106 rodů brukvovitých. Nejvíce zástupců roste ve Středomoří, mezi jinými různé druhy fialy (Matthiola), huseníku (Arabis), trýzele (Erysimum), večerničky (Malcolmia), tařicovka přímořská (Lobularia maritima) aj. Přímo na mořském pobřeží roste např. pomořanka přímořská (Cakile maritima), rozšířená je po celém Středomoří. Mezi význačné vysokohorské druhy alpínských poloh evropských velehor náleží např. různé druhy chudiny (Draba), řeřišnice rýtolistá (Cardamine resedifolia), řeřišnice alpská (Cardamine alpina) a dále huseník douškolistý (Arabis soyeri, syn. A. bellidifolia), huseník modrý (Arabis caerulea), krasoskalník pyrenejský (Petrocallis pyrenaica) a řeřuška alpská (Hornungia alpina). Některé z těchto druhů mají arkticko-alpínskou disjunkci a vyskytují se též v arktických oblastech severní Eurasie.

## Taxonomie
Čeleď brukvovité byla popsána GIlbertem Thomasem Burnettem v roce 1835. Množství rodů a druhů brukvovitých bylo popsáno již v základním Linného díle Species Plantarum z roku 1753.
V tradičních botanických systémech (Cronquist, Dahlgren, Tachtadžjan) byly brukvovité řazeny spolu s kaparovitými, rýtovitými a některými drobnějšími exotickými čeleděmi do řádu kaparotvaré (Capparales). S nástupem molekulárních metod došlo k přesunům v rámci příbuzných čeledí brukvovité a kaparovité, neboť bylo zjištěno, že čeleď kaparovité je v tradičním pojetí parafyletická. V systému APG z roku 1998 byly obě čeledi sloučeny do čeledi brukvovité. Počet rodů v čeledi brukvovitých se tak rozrostl o 46 a počet druhů asi o 700. V roce 2009 v systému APG III pak byly rody rozděleny do celkem 3 monofyletických čeledí: brukvovité (Brassicaceae), kaparovité (Capparaceae) a luštěnicovité (Cleomaceae).
Čeleď brukvovité bývá členěna do různého počtu tribů (od 2 do 19). Toto dělení je ale považováno za umělé, neboť je založeno pouze na několika morfologických znacích a navíc je vytvořeno s předpokladem, že tyto znaky se v evoluci vytvořily pouze jednou.

## Prehistorie
Počátek brukvovitých je kladen do období eocénu, kdy došlo k oddělení čeledí Brassicaceae a Cleomaceae. K první diverzifikaci čeledi došlo asi před 32,4 milióny let na přelomu eocénu a oligocénu, kdy se od zbytku čeledi oddělil tribus Aethionemeae. Za oblast původu čeledi je považován Íránsko-turanský region, kde je jak zřetelná vazba bazálního tribu Aethionemeae, tak i světové centrum druhové diverzity dané čeledi (v samotném Turecku roste na 560 druhů). K největší diverzifikaci pak došlo v miocénu, kdy vlivem klimatických změn došlo k vytvoření sušších stanovišť a nové niky byly obsazovány těmito rostlinami.
Fosílie brukvovitých bývají nacházeny jen velmi zřídka. Fosilní plody a semena některých recentních rodů (Thlaspi, Lepidium, Clypeola, Draba, Sinapis) třetihorního stáří jsou známa z Montany z období oligocénu a z Německa z období svrchního miocénu a svrchního pliocénu. Z Francie jsou známa pylová zrna svrchně miocenního stáří.

## Ekologické interakce

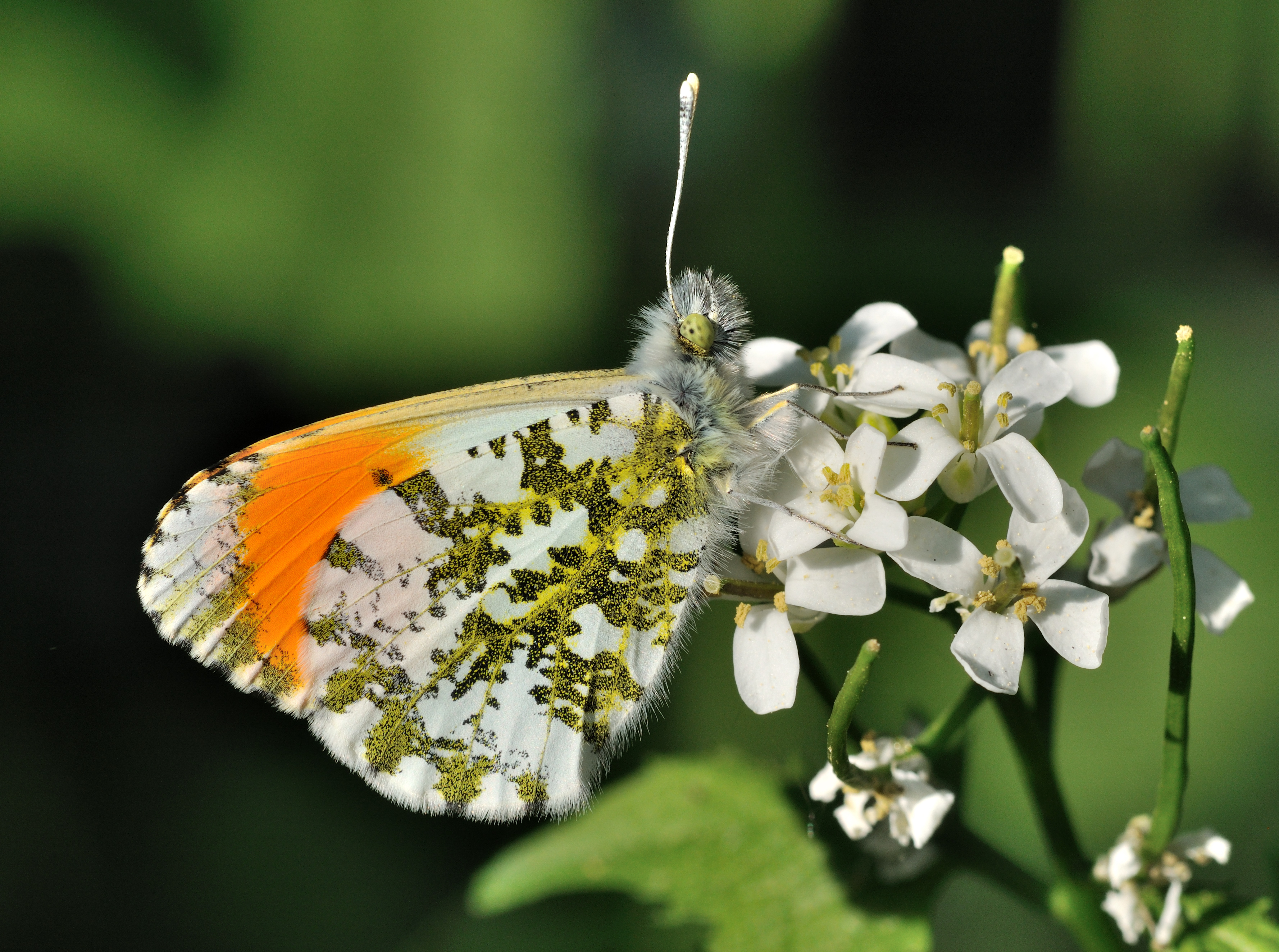
Bělásek řeřichový (Anthocharis cardamines) na květech česnáčku

Květy brukvovitých rostlin jsou nejčastěji bílé, žluté nebo purpurové a bývají opylovány hmyzem sbírajícím pyl a nektar, zejména včelami, mouchami, motýly, můrami a brouky. Samosprášení bývá bráněno protogynií, mnohé zejména plevelné druhy jsou však samosprašné, stejně jako druhy s kleistogamickými květy. Pouze výjimečně byla zaznamenána větrosprašnost.
Semena jsou u většiny druhů s pukavými plody šířena větrem a druhotně i dešťovou vodou poté, co se otevřou chlopně tobolek. K usnadnění šíření mívají semena různá křídla či měchýřky nebo jsou velmi drobná. Nepukavé plody mohou být šířeny větrem, vodou nebo zvířaty. Semena z těchto plodů buď vypadávají po rozrušení stěny plodu, nebo klíčí přímo v nich. U řeřišnice (Cardamine) a některých dalších rodů se tobolky otevírají explozivně a rozstřelují semena do okolí.
Na brukvovitých se živí housenky řady druhů motýlů, zejména bělásků a některých můr. V polních kulturách platí za škůdce bělásek zelný (Pieris brassicae), bělásek řepový (Pieris rapae) a bělásek řepkový (Pieris napi), na divoce rostoucích brukvovitých se vyvíjejí housenky běláska řeřichového (Anthocharis cardamines), běláska rezedkového (Pontia daplidicea) v ČR velmi vzácného běláska horského (Pieris bryoniae).

## Obsahové látky a jedovatost
Mezi charakteristické obsahové látky brukvovitých náležejí zejména sirné glykosidy zvané glukosinoláty. Tyto látky způsobují mj. štiplavou chuť brukvovitých rostlin. Při narušení pletiv rostlin se ze specializovaných buněk (tzv. myrosinových idioblastů) uvolňuje enzym myrozináza, který způsobuje štěpení glukosinolátů na glukózu a tzv. hořčičné oleje, látky štiplavé až pálivé chuti. K hydrolýze glukosinolátů může dojít i teplem nebo kyselým prostředím. Některé z konečných produktů tohoto štěpení mohou ve velkém množství škodlivě působit na játra, ledviny či štítnou žlázu hospodářských zvířat. V přiměřeném množství jsou však glukosinoláty považovány za látky působící spíše příznivě.
Mezi brukvovitými je velmi málo skutečně jedovatých rostlin. Z české květeny není uváděna žádná. Strava s velkým obsahem semen hořčice, řeřichy nebo ředkve, obsahujících značné množství glukosinolátů, může u zvířat způsobit ve velkém množství trávicí potíže, aborci, hemolýzu a paralýzu.

Obecný vzorec glukosinolátu
Sinigrin, glukosinolát obsažený v křenu

## Ochrana přírody
V České republice je na seznamu chráněných rostlin, vydaném vyhláškou ministerstva životního prostředí č. 395/1992 Sb. ve znění vyhl. č. 175/2006 Sb., celkem 35 druhů brukvovitých (mimo druhů vymřelých či nezvěstných). Jako kriticky ohrožené (kategorie §1) jsou vedeny: huseník hajní (Arabis nemorensis), huseník sudetský (Arabis sudetica), brukev prodloužená (Brassica elongata), řeřišnice hořká Opizova (Cardamine amara subsp. opizii), řeřišnice malokvětá (Cardamine parviflora), řeřišnice rýtolistá (Cardamine resedifolia), řeřišničník skalní (Cardaminopsis petraea), hořinka východní (Conringia orientalis), chudina hajní (Draba nemorosa), trýzel rozkladitý (Erysimum repandum) a potočnice drobnolistá (Nasturtium microphyllum). Silně ohrožené (§2) jsou huseník ouškatý (Arabis auriculata), huseník chudokvětý (Arabis pauciflora, syn. A. brassica), huseník převislý (Arabis turrita), řeřišnice bahenní (Cardamine dentata), vranožka šupinatá (Coronopus squamatus), katrán tatarský (Crambe tataria), chudina zední (Draba muralis), večernice lesní (Hesperis sylvestris), večernice smutná (Hesperis tristis), potočnice zkřížená (Nasturtium × sterile), hulevník východní (Sisymbrium orientale), nahoprutka písečná (Teesdalia nudicaulis). Jako ohrožené (§3) jsou vedeny tařinka horská Gmelinova (Alyssum montanum subsp. gmelinii), huseník střelovitý (Arabis sagittata), řeřišnice Matthioliho (Cardamine matthioli), řeřišnice trojlistá (Cardamine trifolia), kyčelnice žláznatá (Dentaria glandulosa), osívka kulatoplodá (Erophila spathulata), trýzel škardolistý (Erysimum crepidifolium), trýzel rozvětvený (Erysimum diffusum), trýzel vonný (Erysimum odoratum), potočnice lékařská (Nasturtium officinale), řepovník vytrvalý (Rapistrum perenne) a penízek horský (Thlaspi montanum). Tři druhy jsou vedeny jako vyhynulé: lnička tařicovitá (Camelina alyssum), hořinka rakouská (Conringia austriaca), povázka prorostlá (Myagrum perfoliatum) a jeden je nezvěstný: lnička setá (Camelina sativa).
V Červeném seznamu ohrožených druhů IUCN je jako kriticky ohrožené uvedeno 19 druhů brukvovitých. Jsou to vesměs místní endemity různých ostrovů (např. huseník Arabis kennedyae na Kypru, dvojštítek Biscutella rotgesii na Korsice, brukev Brassica macrocarpa na Sicílii, 6 druhů z Kanárských ostrovů a další). Na evropské pevnině patří do této kategorie vranožka Coronopus navasii ze španělského pohoří Sierra de Gádor, ředkevník Erucastrum palustre ze severovýchodní Itálie, rukev Rorippa valdes-bermejoi z národního parku Doñana v jižním Španělsku a řeřišnice Lepidium turczaninowii z Krymu.

## Zástupci
- barborka (Barbarea)
- bělohořčice (Leucosinapis)
- boryt (Isatis)
- brukev (Brassica)
- česnáček (Alliaria)
- drobnosemenka (Chorispora)
- dvojštítek (Biscutella)
- eutrema (Eutrema)
- farsetka (Farsetia)
- fiala (Matthiola)
- fialička (Jonopsidium)
- fibigie (Fibigia)
- hořčice (Sinapis)
- hořčičník (Coincya, syn. Rhynchosinapsis)
- hořinka (Conringia)
- hulevník (Sisymbrium)
- huseničák (Hirschfeldia)
- huseníček (Arabidopsis)
- huseník (Arabis)
- chejr (Erysimum, syn. Cheiranthus)
- choulivka (Anastatica)
- chudina (Draba)
- iberka (Iberis)
- katrán (Crambe)
- katránička (Calepina)
- kokoška (Capsella)
- krasoskalník (Petrocallis)
- křen (Armoracia)
- křez (Diplotaxis)
- kyčelnice (Dentaria)
- lnička (Camelina)
- lžičník (Cochlearia)
- měsíčnice (Lunaria)
- nahoprutka (Teesdalia, syn. Guepinia)
- osívka (Erophila)
- penízek (Thlaspi)
- pomořanka (Cakile)
- potočnice (Nasturtium)
- povázka (Myagrum)
- roketa (Eruca)
- rukev (Rorippa)
- rukevníček (Euclidium)
- rukevník (Bunias)
- ředkev (Raphanus)
- ředkevník (Erucastrum)
- řepinka (Neslia)
- řepovník (Rapistrum)
- řeřicha (Lepidium)
- řeřišnice (Cardamine)
- řeřišničník (Cardaminopsis)
- řeřuška (Hornungia, syn. Pritzelago)
- sivutka (Aethionema)
- subularie (Subularia)
- šedivka (Berteroa)
- tařice (Aurinia)
- tařicovka (Lobularia)
- tařička (Aubrieta)
- tařinka (Alyssum)
- trýzel (Erysimum)
- trýzelka (Syrenia)
- úhorník (Descurainia)
- vápnička (Kernera)
- večernice (Hesperis)
- večernička (Malcolmia)
- vesnovka (Cardaria)
- vranožka (Coronopus)
- žanovičník (Coluteocarpus)[5][10][11][28]

## Význam
Brukvovité jsou zdrojem významných potravin i ochucovadel a mají nezastupitelnou roli v lidské stravě. Jako zelenina jsou pěstovány zejména různé kulturní odrůdy brukve zelné (Brassica oleracea), jako je zelí, kapusta, růžičková kapusta, kedluben, květák a brokolice, dále pekingské zelí, tuřín a vodnice (odrůdy brukve řepáku, Brassica rapa) a ředkev setá (Raphanus sativus). V Číně se dále jako zelenina pěstuje brukev čínská (Brassica alboglabra) a v Etiopii brukev kýlnatá (B. carinata). Jako zelenina se používá ve světě též potočnice lékařská (Nasturtium officinale) a potočnice zkřížená (N. × sterile) a tyto druhy jsou ve vhodných oblastech i pěstovány. K přípravě salátů jsou používány klíčky řeřichy seté (Lepidium sativum) a listy rokety seté (Eruca sativa). V tropické Asii se jako zelenina používají nezralé šešule ředkví Raphanus caudatus a Raphanus indicus.
Hořčice se vyrábí zejména ze semen hořčice seté (Sinapis alba), dále z různých druhů brukve, především brukve černé (Brassica nigra, černá hořčice) a brukve sítinovité (Brassica juncea, sareptská hořčice). Z dalších ochucovadel je to zejména křen selský (Armoracia rusticana) a wasabi (Eutrema japonicum). Brukev řepka (Brassica napus) se pěstuje pro semeno, z něhož se získává řepkový olej. Brukev řepák (Brassica rapa) byla pěstována v Číně a Indii jako olejnina již v době min. před 2000 lety. V Asii je jako zdroj oleje pěstována též roketa setá (Eruca sativa) a v Etiopii brukev kýlnatá (Brassica carinata). Katrán etiopský (Crambe abyssinica) poskytuje technický olej.

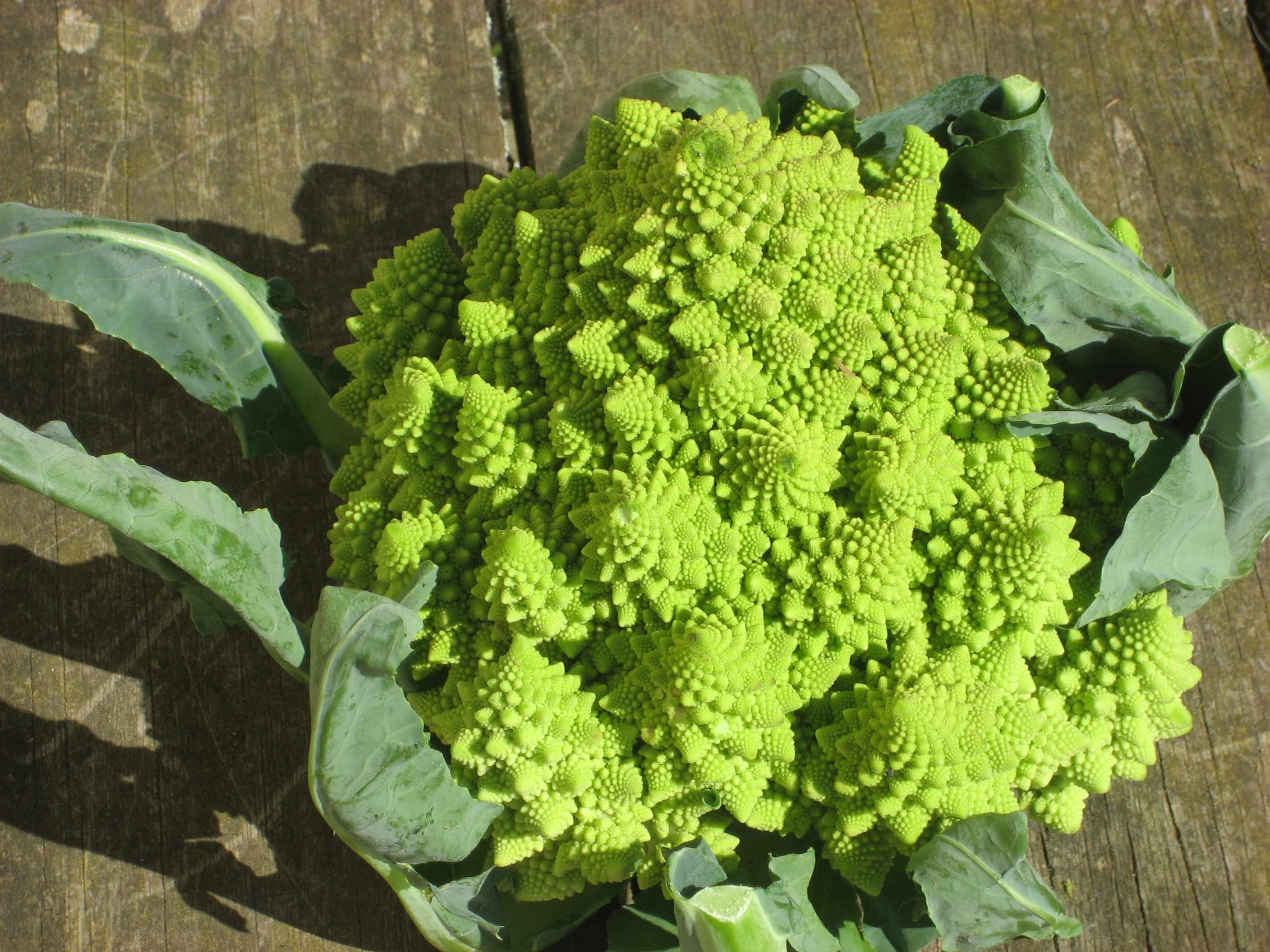
Romanesco (Brassica oleracea convar. botrytis)
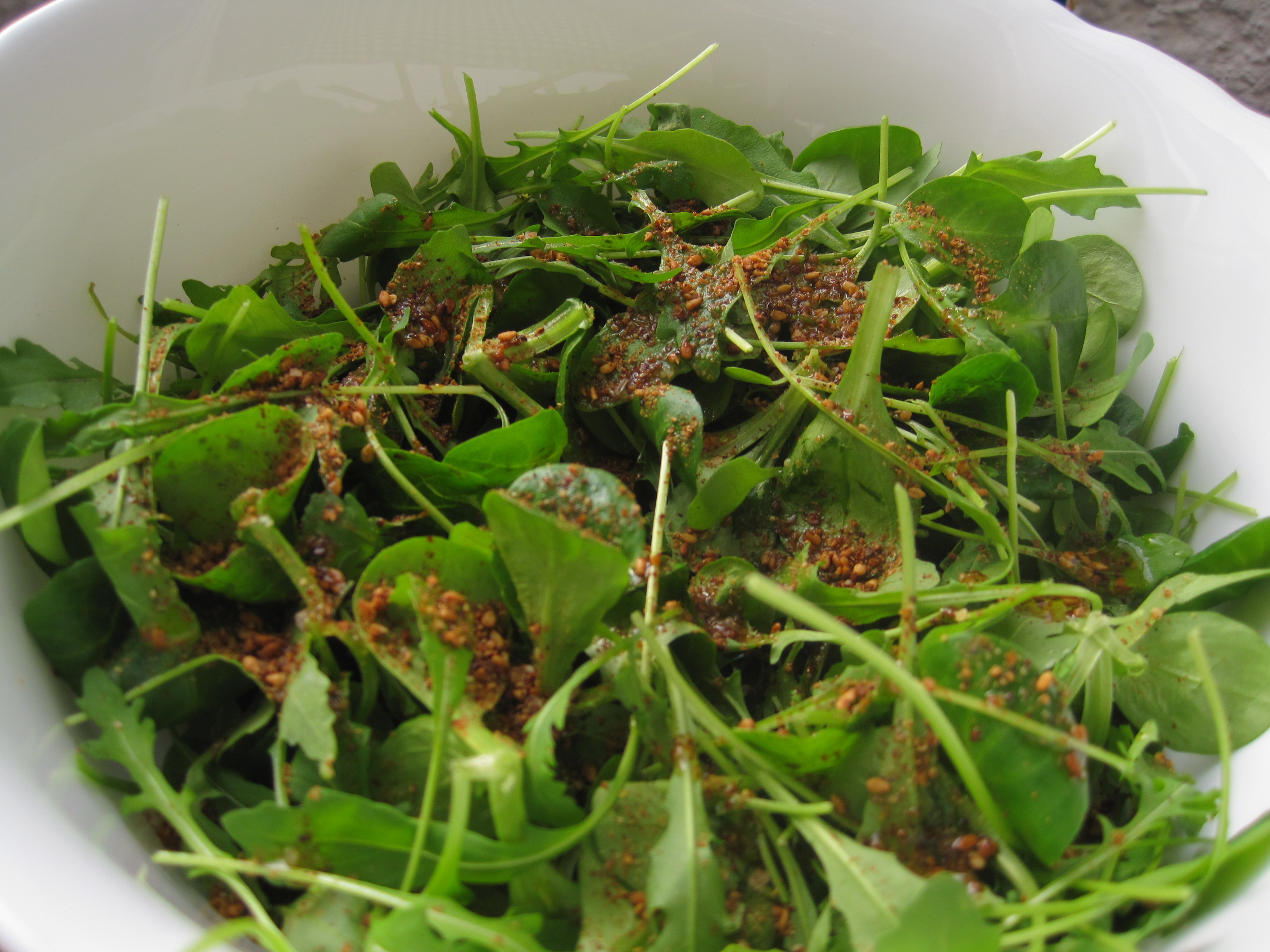
Salát z rukoly (Eruca sativa)
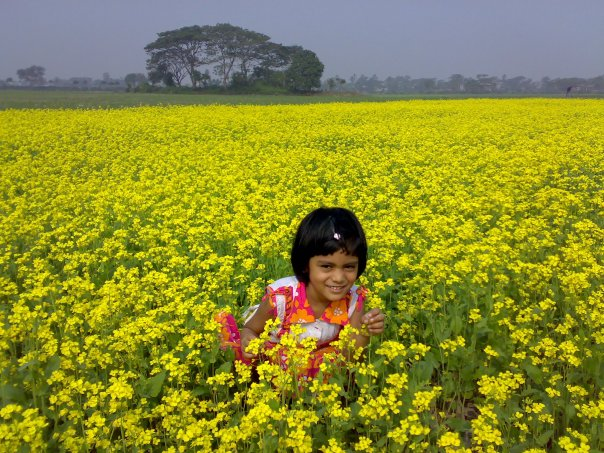
Pole brukve sítinovité (Brassica juncea) v Bangladéši

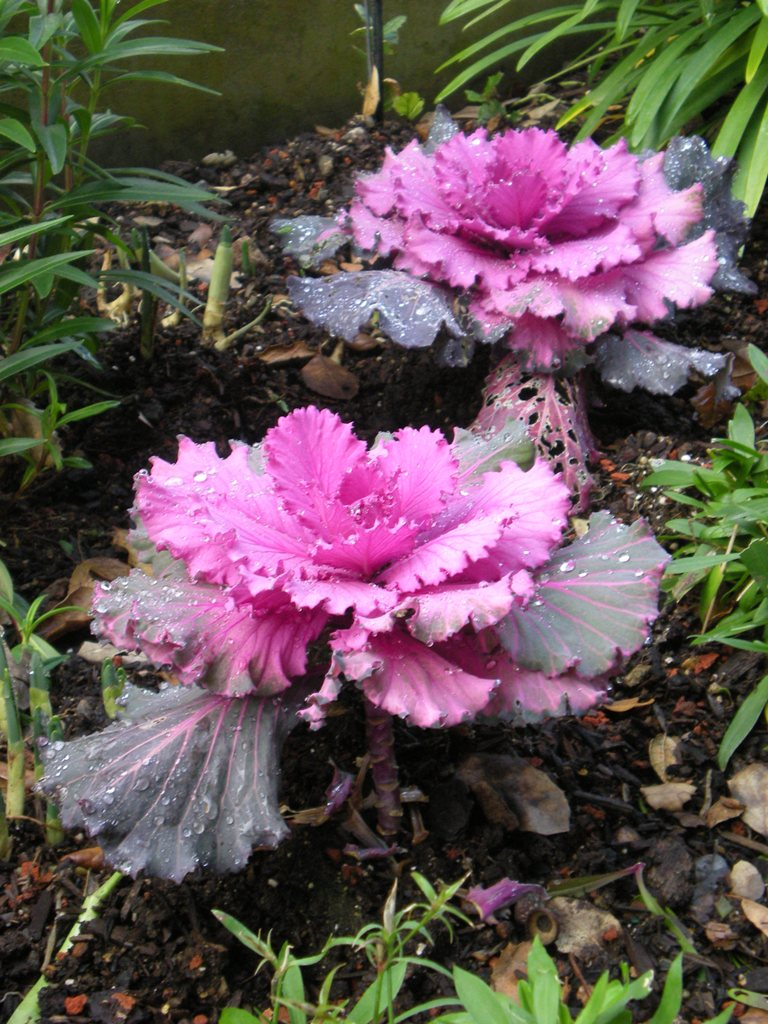
Okrasný kultivar brukve zelné

Některé druhy brukvovitých mají význam v bylinném léčení. Patří mezi ně zejména lžičník lékařský (Cochlearia officinalis), kokoška pastuší tobolka (Capsella bursa-pastoris), měsíčnice vytrvalá (Lunaria rediviva), řeřicha rumní (Lepidium ruderale), ředkev setá (Raphanus sativus) a hořčice setá (Sinapis alba). V Peru je jako léčivá rostlina používána řeřicha Lepidium meyenii, známá pod názvem maka. Obsahuje alkaloidy, glukosinoláty a isokyanáty a působí mj. jako afrodisiakum. Bulva této rostliny má navíc velkou výživnou hodnotu.
Rukevník východní (Bunias orientalis) je v teplých oblastech České republiky invazní rostlina. V mnohých odvětvích biologie včetně molekulární biologie a genetiky se jako modelový organismus používá huseníček rolní (Arabidopsis thaliana).
Řada druhů brukvovitých se používá jako okrasné rostliny. Jako zahradní rostliny se pěstují např. měsíčnice (Lunaria), chejr vonný (Erysimum cheiri), večernice (Hesperis), tařicovka přímořská (Lobularia marittima) a fiala (Matthiola). Existují také okrasné formy brukve zelné (Brassica oleracea). Na skalkách se pěstuje tařice skalní (Aurinia saxatilis), huseníky (Arabis), iberky (Iberis), sivutky (Aethionema), tařičky (Aubrieta) aj.

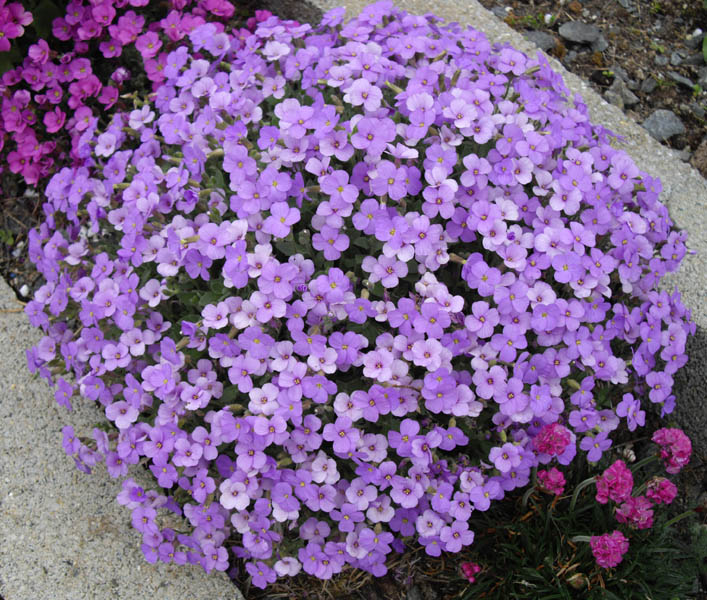
Tařička (Aubrieta) 'Royal Blue'
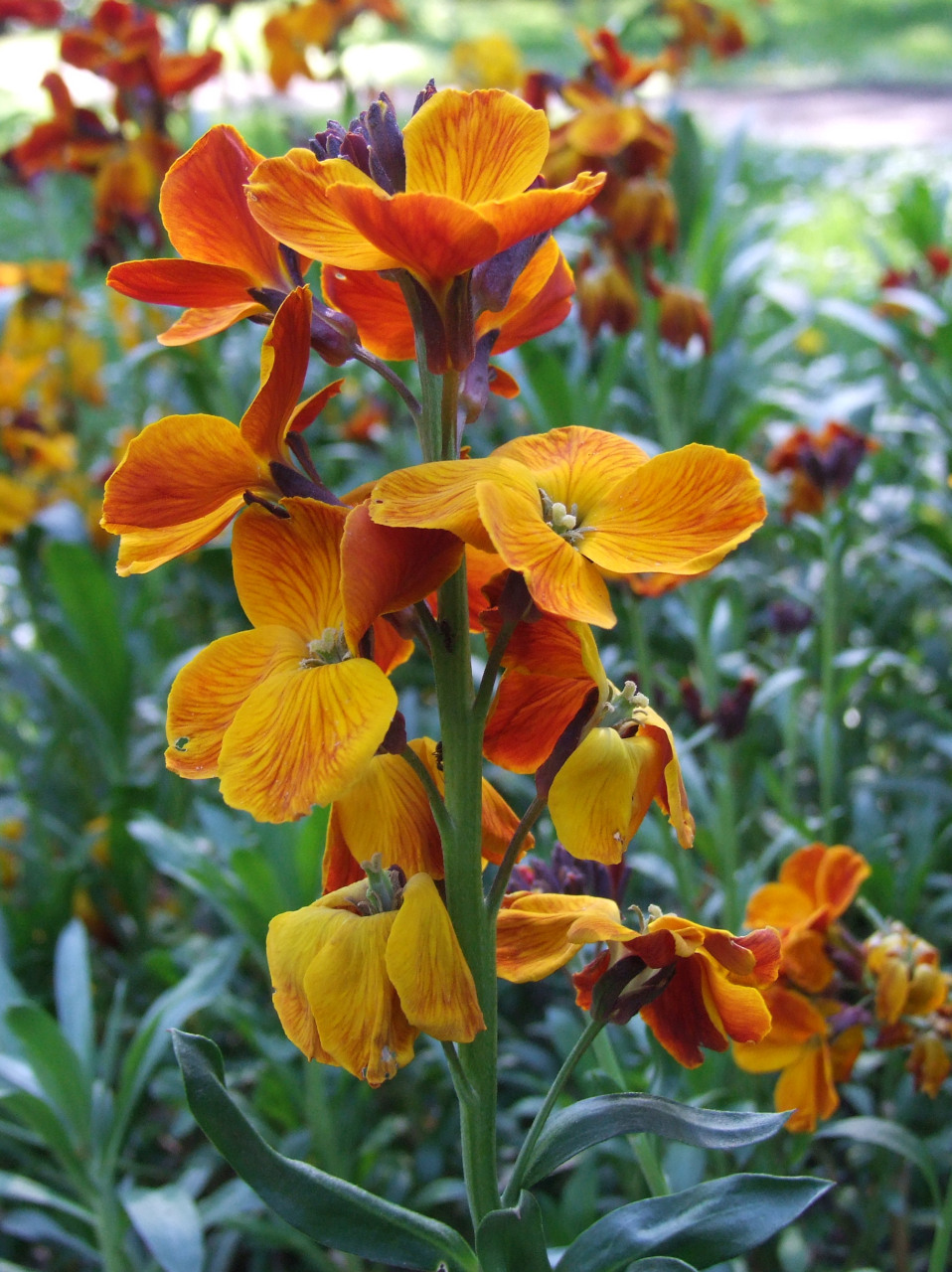
Chejr vonný (Erysimum cheiri)
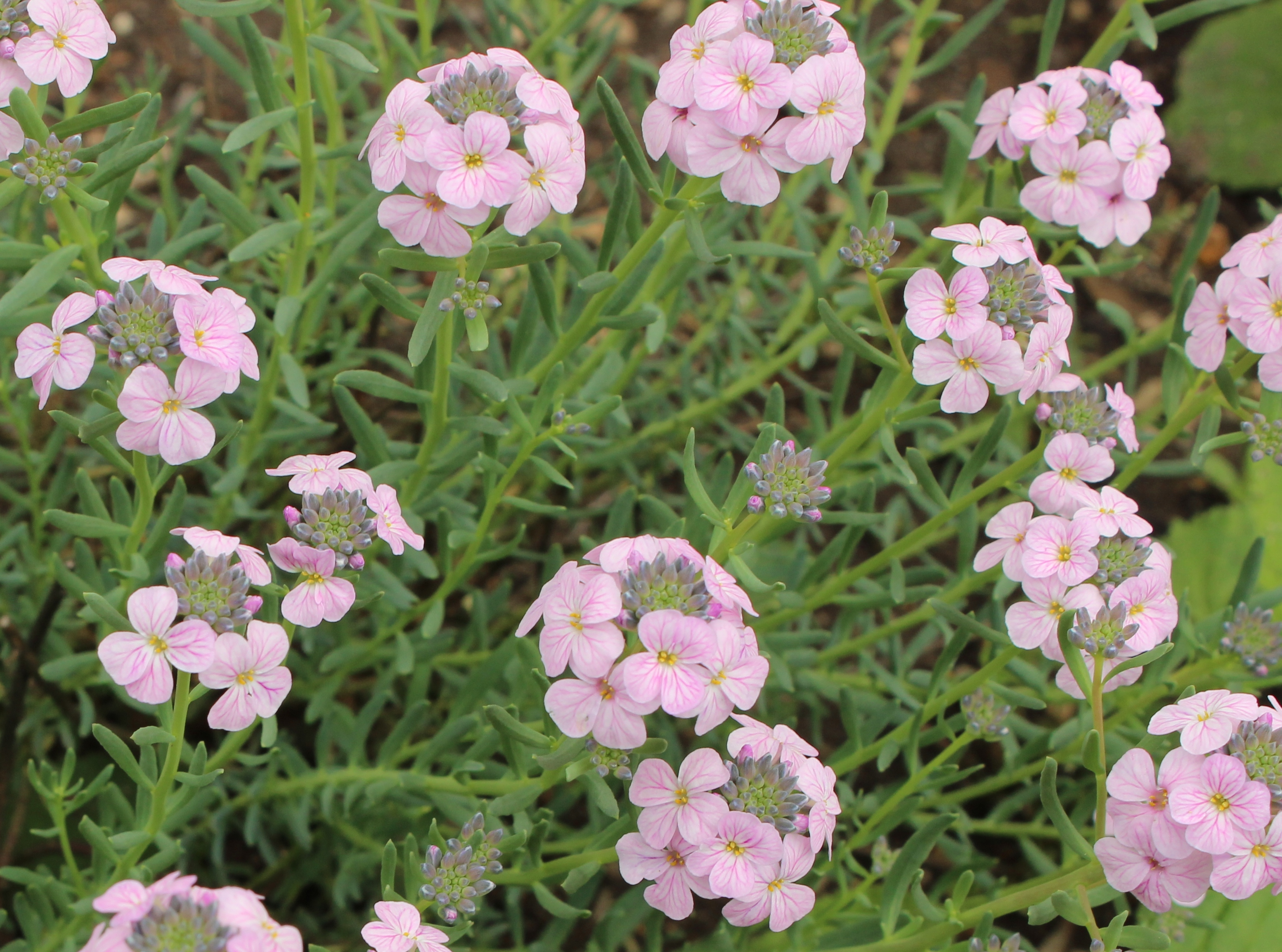
Sivutka arménská (Aethionema armenum)
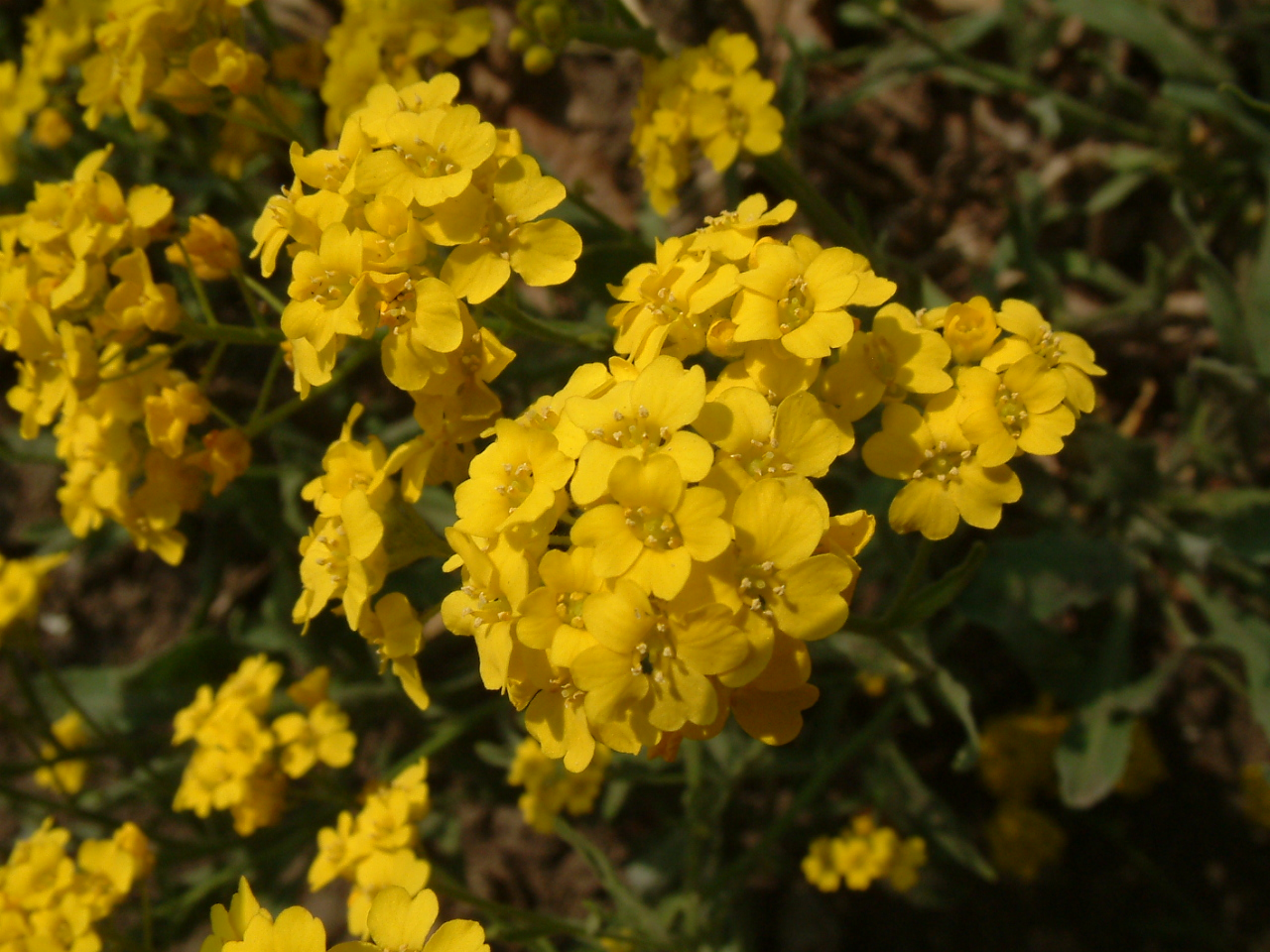
Tařice skalní (Aurinia saxatilis)

## Přehled rodů
Čeleď brukvovité zahrnuje více než 4000 druhů ve 372 rodech. Zde je uveden abecední seznam rodů:
Aethionema,
Agianthus,
Alliaria,
Alyssoides,
Alyssopsis,
Alyssum,
Ammosperma,
Anastatica,
Anchonium,
Andrzeiowskia,
Anelsonia,
Aphragmus,
Aplanodes,
Arabidella,
Arabidopsis (včetně rodu Cardaminopsis),
Arabis,
Arcyosperma,
Armoracia,
Aschersoniodoxa,
Asperuginoides,
Asta,
Atelanthera,
Athysanus,
Aubrieta,
Aurinia,
Baimashania,
Ballantinia,
Barbamine,
Barbarea,
Berteroa,
Berteroella,
Biscutella,
Bivonaea,
Blennodia,
Boechera,
Boleum,
Boreava,
Bornmuellera,
Borodinia,
Botschantzevia,
Brachycarpaea,
Brachylobus,
Brassica,
Braya,
Brayopsis,
Bunias,
Cakile,
Calepina,
Calymmatium,
Camelina,
Camelinopsis,
Capsella,
Cardamine,
Carinavalva,
Carrichtera,
Catadysia,
Catenulina,
Catolobus,
Caulanthus,
Caulostramina,
Ceratocnemum,
Ceriosperma,
Chalcanthus,
Chamira,
Chartoloma,
Chaunanthus,
Cheirinia,
Chilocardamum,
Chlorocrambe,
Chorispora,
Christolea,
Chrysochamela,
Cithareloma,
Clastopus,
Clausia,
Clypeola,
Cochlearia,
Coelophragmus,
Coincya,
Coluteocarpus,
Conringia,
Cordylocarpus,
Crambe,
Crambella,
Cremolobus,
Crucihimalaya,
Cruciundula,
Cryptospora,
Cuphonotus,
Cusickiella,
Cymatocarpus,
Cyphocardamum,
Dactylocardamum,
Decaptera,
Degenia,
Delpinophytum,
Dendroarabis,
Dentaria,
Descurainia,
Desideria,
Diceratella,
Dichasianthus,
Dictyophragmus,
Didesmus,
Didymophysa,
Dielsiocharis,
Dilophia,
Dimorphocarpa,
Diplotaxis,
Dipoma,
Diptychocarpus,
Dithyrea,
Dontostemon,
Douepea,
Draba,
Drabastrum,
Dryopetalon,
Eigia,
Elburzia,
Enarthrocarpus,
Englerocharis,
Eremobium,
Eremoblastus,
Eremodraba,
Eremophyton,
Erophila,
Eruca,
Erucaria,
Erucastrum,
Erysimum,
Euclidium,
Eudema,
Eurycarpus,
Eutrema,
Exhalimolobos,
Farsetia,
Fezia,
Fibigia,
Foleyola,
Fortuynia,
Galitzkya,
Geococcus,
Glastaria,
Glaucocarpum,
Goerkemia,
Goldbachia,
Gorodkovia,
Graellsia,
Guillenia,
Guiraoa,
Gynophorea,
Halimolobos,
Harmsiodoxa,
Heldreichia,
Heliophila,
Hemicrambe,
Hemilophia,
Henophyton,
Hesperidanthus,
Hesperis,
Heterothrix,
Hilliella,
Hirschfeldia,
Hollermayera,
Hormathophylla,
Hornungia,
Horwoodia,
Hugueninia,
Hutchinsia,
Ianhedgea,
Iberidella,
Iberis,
Icianthus,
Idahoa,
Iodanthus,
Ionopsidium,
Irenepharsus,
Isatis,
Iskandera,
Jonopsidium,
Kernera,
Kremeriella,
Lachnocapsa,
Lachnoloma,
Leavenworthia,
Leiospora,
Lepidium,
Lepidostemon,
Leptaleum,
Leptormus,
Lesquerella,
Lexarzanthe,
Lithodraba,
Litwinowia,
Lobularia,
Lunaria,
Lycocarpus,
Lyrocarpa,
Macropodium,
Malcolmia,
Mancoa,
Maresia,
Mathewsia,
Matthiola,
Megacarpaea,
Megadenia,
Menkea,
Menonvillea,
Microlepidium,
Microstigma,
Microthlaspi,
Morettia,
Moricandia,
Moriera,
Morisia,
Mostacillastrum,
Murbeckiella,
Muricaria,
Myagrum,
Nasturtiopsis,
Nasturtium,
Neobeckia,
Neomartinella,
Neotorularia,
Nerisyrenia,
Neslia,
Neuontobotrys,
Neurotropis,
Nevada,
Noccaea,
Noccidium,
Notoceras,
Notothlaspi,
Ochthodium,
Octoceras,
Olimarabidopsis,
Onuris,
Oreoblastus,
Oreoloma,
Oreophyton,
Ornithocarpa,
Orychophragmus,
Otocarpus,
Pachycladon,
Pachymitus,
Pachyneurum,
Pachypterygium,
Parlatoria,
Parodiodoxa,
Parolinia,
Parrya,
Paysonia,
Pegaeophyton,
Peltaria,
Peltariopsis,
Pennellia,
Petiniotia,
Petrocallis,
Petroravenia,
Phaeonychium,
Phlebolobium,
Phlegmatospermum,
Phoenicaulis,
Physaria,
Physocardamum,
Physoptychis,
Physorhynchus,
Planodes,
Platycraspedum,
Pleiocardia,
Polyctenium,
Polypsecadium,
Pringlea,
Pseudanastatica,
Pseuderucaria,
Pseudoarabidopsis,
Pseudocamelina,
Pseudoclausia,
Pseudofortuynia,
Pseudosempervivum,
Pseudovesicaria,
Psychine,
Pterygostemon,
Ptilotrichum,
Pugionium,
Pycnoplinthopsis,
Pycnoplinthus,
Quezeliantha,
Quidproquo,
Radicula,
Raffenaldia,
Raphanorhyncha,
Raphanus,
Rapistrum,
Rhammatophyllum,
Rhizobotrya,
Ricotia,
Robeschia,
Romanschulzia,
Rorippa,
Rytidocarpus,
Sameraria,
Sandbergia,
Sarcodraba,
Savignya,
Scambopus,
Schimpera,
Schivereckia,
Schizopetalum,
Schoenocrambe,
Schouwia,
Scoliaxon,
Selenia,
Shangrilaia,
Sibara,
Sibaropsis,
Sinapidendron,
Sinapis,
Sinosophiopsis,
Sisymbrella,
Sisymbriopsis,
Sisymbrium,
Smelowskia,
Sobolewskia,
Solms-laubachia,
Sophia,
Sphaerocardamum,
Spirorhynchus,
Spryginia,
Stanleya,
Stanleyella,
Stenopetalum,
Sterigmostemum,
Stevenia,
Straussiella,
Streptanthella,
Streptanthus,
Streptoloma,
Strigosella,
Stroganowia,
Stubendorffia,
Subularia,
Succowia,
Synstemon,
Synthlipsis,
Syrenia,
Tauscheria,
Tchihatchewia,
Teesdalia,
Teesdaliopsis,
Tetracme,
Thelypodiopsis,
Thelypodium,
Thlaspi,
Thysanocarpus,
Torularia,
Trachystoma,
Trichotolinum,
Tropidocarpum,
Turrita,
Turritis,
Vania,
Vella,
Veselskya,
Warea,
Weberbauera,
Werdermannia,
Winklera,
Xerodraba,
Yinshania,
Zerdana,
Zilla,
Zuvanda.